# Hitomi (seiyū)
Hitomi (ひと美?) es una seiyū japonesa nacida el 15 de febrero de 1967 en Osaka, Japón. Ella también trabaja bajo el nombre, sobre todo para eroge, de Minami Hokuto (北都 南 Hokuto Minami?). Actualmente está afiliada a Ken Production y está casada con el también seiyū Kazuya Ichijo.

## Roles interpretados
Lista de roles interpretados durante su carrera.
Los papeles principales están en negrita.

### Anime
1996
- You're Under Arrest como Jody (ep. 21)

1999
- Let's Dance With Papa como Youko.

2000
- Hand Maid May como Baby (ep. 11)

2001
- Beyblade como Chikushi.

2002
- Mirmo! como Azumi Hidaka, Goro (Quinto de la Banda Warumo).

2003
- Kimi ga Nozomu Eien como Fumio Hoshino.

2004
- Tsuki ha Higashi ni Hi ha Nishi ni: Operation Sanctuary como Chihiro Tachibana.

2005
- Erementar Gerad como Cicoria "Cocowet" col Wettovi (ep. 7)
- Magical Kanan como Tsuyuha.
- Shuffle! como Primula.

2006
- Happiness! como Suzuri Minagi.

2007
- Kono Aozora ni Yakusoku wo - Youkoso Tsugumi Ryouhe como Shizu Fujimura.
- Shuffle! Memories como Primula.

2008
- Kimi ga Aruji de Shitsuji ga Ore de como Mihato Uesugi.
- Koihime†Musō como Son Shōkō/Shaoren.

### OVA
- Akane Maniax como Miki Tamase.
- Ane, Chanto Shiyou Yo!  como Kaname Hiiragi.
- Angelium como Hera.
- Ayumayu Theater (ONA) como Fumio Hoshino; Miki Tamase.
- Dark Love como Honoka Houjyo (ep. 2)
- Ikusa Otome Suvia como Suvia.
- Kimi ga Nozomu Eien ~Next Season~ como Fumio Hoshino (ep. 1)
- Lingeries como Alice.
- Maple Colors como Mirai Aoi.
- Mozu no Nie como Nanako Takashiro.
- Rensa Byoutou como Misato Kiyosato.
- Resort Boin como Maya Koromogae.
- Ringetsu como Ayumi Higetsu.
- Shōjo Sect ~Innocent Lovers~ como Shinobu Handa.
- Slave Market  como Cecilia.
- Sōkōkijo Iris como Iris.
- Swallowtail Inn como Hibari Akisawa.
- Triangle Heart ~Sweet Songs Forever~ como Nanoha Takamachi.
- Tsuma to Mama to Boin como Kanami Yotsuba; Suzuka Fuyou.
- Wet Summer Days como Kamishiro Moe.
- _Summer como Chiwa Amano.

### Videojuegos
- Melty Blood como Akiha Tohno.
- Muv-Luv como Miki Tamase.
- Muv-Luv Alternative como Miki Tamase.
- Little My Maid como Hina.